# Aeroportul Guarapari
Aeroportul Guarapari (IATA: GUZ, ICAO: SNGA) este un aeroport din Espírito Santo, Brazilia ce deservește zona Guarapari. Aeroportul a fost tranzitat în 2021 de 364 de pasageri. A fost numit după zona deservită.
Situat la o altitudine de 9 m, aeroportul dispune de 1 pistă.

## Infrastructură

### Piste
Aeroportul dispune de o singură pistă. Pista 6/24 are suprafața de asfalt și dimensiunile 1.190 m × 30 m. 